# 베르틸 린드블라드
베르틸 린드블라드(Bertil Lindblad, 1895년 11월 26일 ~ 1965년 6월 25일)는 스웨덴의 천문학자이다.
외레브로에서 태어나 웁살라 대학을 졸업했다.
1926년 별들이 우주공간에서 두 방향 가운데 한쪽으로 움직이고 있는 현상을 우리은하의 자전 효과로 설명했다. 이것으로 린드블라드는 우리은하가 회전하고 있다는 명확한 증거를 처음으로 제시하였으며, 얼마 뒤 네덜란드의 얀 오르트가 이 이론을 증명했다.

## 참고 자료
- 이 문서에는 다음커뮤니케이션(현 카카오)에서 GFDL 또는 CC-SA 라이선스로 배포한 글로벌 세계대백과사전의 내용을 기초로 작성된 글이 포함되어 있습니다.